# Thomas Sully
Thomas Sully (ur. 19 czerwca 1783 w Horncastle w Anglii, zm. 5 listopada 1872 w Filadelfii) – amerykański malarz portrecista pochodzenia brytyjskiego. Malowane przez niego portrety odznaczały się elegancją i pieczołowitością w przedstawianiu szczegółów ubioru, biżuterii i innych detali.
Urodził się w Anglii, ale gdy miał 9 lat jego rodzice wyemigrowali do Ameryki. Zaczął naukę malarstwa w wieku 12 lat. W 1808 roku osiedlił się w Filadelfii, gdzie wkrótce stał się czołowym portrecistą. Do jego nauczycieli należeli m.in. Benjamin West i John Henry Fuseli, których odwiedził w Anglii w 1809 roku. Znaczny wpływ na jego malarstwo miał Thomas Lawrence. Do Anglii wybrał się także w roku 1837, by namalować portret królowej Wiktorii.